# Асано Нагакацу
Асано Нагакацу (長松の浅野; ? — 1575) — самурай из рода Асано. Родился по некоторым источникам в селе Асано уезда Нива провинции Овари, или селе Асано уезда Токи провинции Мино.
Асано Нагакацу служил лучником у Оды Нобунаги. Он был женат на дочери Сугихары Иэтоси, Фуку, и не имел родных детей. Поэтому пара усыновила Ясуи Нагаёси, сына сестры Нагакацу и Ясуи Сигэцугу, который потом сменил имя на Асано Нагамаса. Также они удочерили двух племянниц Фуку, Нэнэ и Яю. Впоследствии Нэнэ стала главной женой Тоётоми Хидэёси, будущего объединителя Японии.